# Myrmotherula
Myrmotherula és un gènere d'ocells de la família dels tamnofílids (Thamnophilidae). Agrupa nombroses espècies natives de l'Amèrica tropical (Neotròpic), on es distribueixen des del sud-est de Mèxic, per Amèrica Central i del Sud, fins al sud-est del Perú i nord de Bolívia per l'oest i fins al sud del Brasil per l'est.

## Descripció i hàbitat
Els formiguerets d'aquest gènere són de mida petita, mesuren entre 8 i 11 cm de longitud. És un gran complex d'ocells de cua força curta que habiten en selves humides de baixa altitud amb uns quants habitant en contraforts muntanyosos i zones subtropicals. Molts tenen zones de distribució petites i són escassos. La majoria són difícils de ser apercebuts, es mouen ràpidament i prefereixen hàbitats densos, i sovint són molt tímids, especialment les femelles. Es poden distingir dos grups ben diferents: primer, el grup dels formiguerets estriats, que habiten principalment al dosser arbori i a les vores de selves de baixa altitud i que s'uneixen a estols mixtes del dosser, exhibeixen plomatge de color groc o blanc estriat de negre amb les femelles seguint el mateix patró i algunes de color vermell ataronjat. Segon, el grup dels formiguerets grisos/pissarrosos, que habiten al sotabosc i a l'estrat mitjà de selves de baixa altitud i subtropicals, i que s'uneixen a estols mixtos de l'estrat mitjà, i exhibeixen plomatge de color gris fosc o pissarra, amb les femelles brunes.

## Taxonomia i etimologia
El gènere va ser erigit pel zoòleg anglès Philip Sclater el 1858. L'espècie tipus és el formigueret pigmeu.
A rel d'un estudi de l'any 2006 sobre l'arquitectura del niu, el comportament d'alimentació i el repertori vocal, diverses espècies incloses anteriorment en aquest gènere es van transferir a un nou gènere, Epinecrophylla. Posteriorment, un estudi de genètica molecular publicat el 2012 va trobar que el gènere no era monofilètic. Com a pas en la creació de gèneres monofilètics, dues espècies que només estaven llunyanament relacionades amb els altres membres de Myrmotherula, el formigueret ventre-rogenc i el formigueret de Hauxwell, es van traslladar al gènere recentment erigit Isleria. Un estudi posterior publicat el 2014 va confirmar que les espècies que quedaven a Myrmotherula formaven un grup parafilètic respecte als gèneres Terenura, Formicivora, Stymphalornis i Myrmochanes.
Així doncs, segons els estudis de Bravo et al. (2014), el present gènere roman polifilètic inclusivament després de la separació a Epinecrophylla i aIsleria i de Rhopias gularis com a gènere monotípic. Es poden distingir dos clades ben diferents: primer, el grup dels formiguerets estriats i un segon, el grup dels grisos/pissarrosos. Finalment, resta M. assimilis, amb relacions incertes i que no estaria emparentada amb cap altre dins del gènere.
Segons la Classificació del Congrés Ornitològic Internacional (versió 14.2, 2024) aquest gènere està format per 25 espècies:

#### Grup estriat
- formigueret pigmeu - (Myrmotherula brachyura).
- formigueret bigotut - (Myrmotherula ignota).[nota 1][9][10][11]
- formigueret gorjagroc - (Myrmotherula ambigua).
- formigueret de Sclater - (Myrmotherula sclateri).
- formigueret de la Guaiana - (Myrmotherula surinamensis).
- formigueret amazònic - (Myrmotherula multostriata).
- formigueret del Pacífic - (Myrmotherula pacifica).
- formigueret de Cherrie - (Myrmotherula cherriei).
- formigueret de Klages - (Myrmotherula klagesi).
- formigueret pit-llistat - (Myrmotherula longicauda).

#### Grup grisós
- formigueret de flancs argentats - (Myrmotherula luctuosa).[nota 2][1]
- formigueret de flancs blancs - (Myrmotherula axillaris).
- formigueret fumat - (Myrmotherula schisticolor).
- formigueret del Suno - (Myrmotherula sunensis).
- formigueret de Salvadori - (Myrmotherula minor).
- formigueret alallarg - (Myrmotherula longipennis).
- formigueret cuabarrat - (Myrmotherula urosticta).
- formigueret d'Ihering - (Myrmotherula iheringi).[nota 3][nota 4][12][13][11]
- formigueret de Rio de Janeiro - (Myrmotherula fluminensis).[nota 5][14][15]
- formigueret cendrós - (Myrmotherula grisea).
- formigueret unicolor - (Myrmotherula unicolor).
- formigueret d'Alagoas - (Myrmotherula snowi).
- formigueret de Behn - (Myrmotherula behni).
- formigueret gris - (Myrmotherula menetriesii).

#### Sense parentiu
- formigueret argentat - (Myrmotherula assimilis).